# Hans Guradze

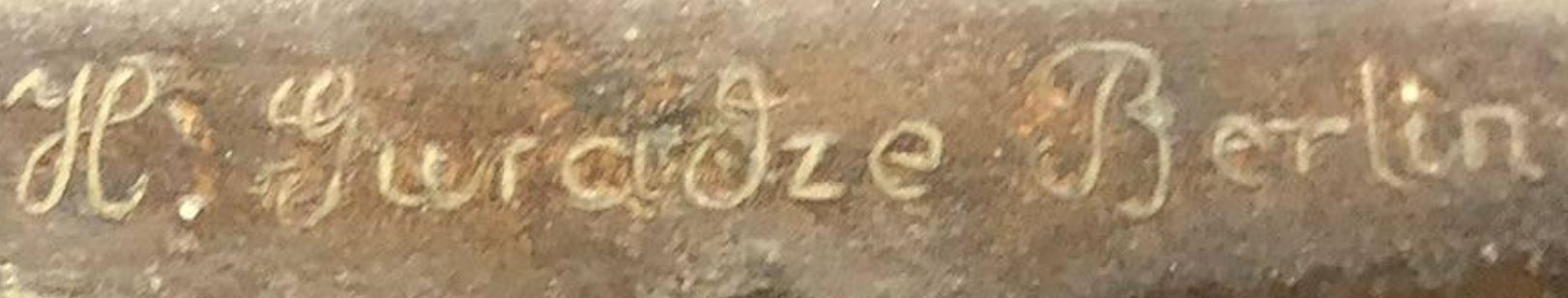
Signature von Hans Guradze, etwa 1900.

Hans Guradze (* 5. Dezember 1861 in Kotulin, Königreich Preußen; † 28. März 1923 Berlin) war ein deutscher Bildhauer und Grafiker.

## Leben
Guradze studierte erst an der Akademie Dresden, dann von 1890 bis 1892 an der Unterrichtsanstalt des Kunstgewerbemuseums Berlin-Charlottenburg bei Otto Lessing. Er war zudem Schüler bei Max Baumbach, Alexander Calandrelli und Alexander Tondeur in Berlin, wo er weiter künstlerisch tätig war.
1892 zeigte er auf der Großen Berliner Kunstausstellung und 1898 im Münchner Glaspalast seine Statue Kaiser Wilhelm II. als Preußischer Ulan.
Guradze etablierte sich bis etwa 1900 als Spezialist für Kleinbronzen, die oft Pferdemotive zeigten. Einige seiner Arbeiten wurden von der Bildgießerei Gladenbeck handwerklich umgesetzt, andere von der Bildgießerei Bräunlich und Langlotz.

## Werke (Auswahl)
- Amazone auf Pferd
- Wintertroika mit Napoleon auf der Flucht nach dem gescheiterten Rußlandfeldzug
- Vergnügtes Liebespaar in einer Troika
- Jüngling zu Pferd
- Porträt des Rennpferdes Gay Paris
- Fauchender Tiger
- Röhrender Zehnender
- Kosaken zu Pferd in vollem Galopp
- Galoppierendes Pferd mit Wagen und Jockey
- An der Tränke
- Handwerker auf einem Amboss